# 布林亚厄
布林亚厄是德国石勒苏益格－荷尔斯泰因州的一个市镇。总面积4.66平方公里，总人口124人，其中男性63人，女性61人（2011年12月31日），人口密度27人/平方公里。